# ヘリオット・ワット大学
ヘリオット・ワット大学（ヘリオット・ワットだいがく、英語: Heriot-Watt University）は、スコットランドの首都エジンバラ市に本部を置くイギリスの公立大学である。1821年に設立された世界初の技術系教育機関であるエディンバラ・スクールオブアーツを起源とし、1966年に大学に昇格した。校名はスコットランド出身の発明家ジェームズ・ワットと慈善家ジョージ・ヘリオットに因んで付けられた。理工系に強い実学志向の大学として知られており、中でも石油工学プログラムの評価が高い。

## 歴史

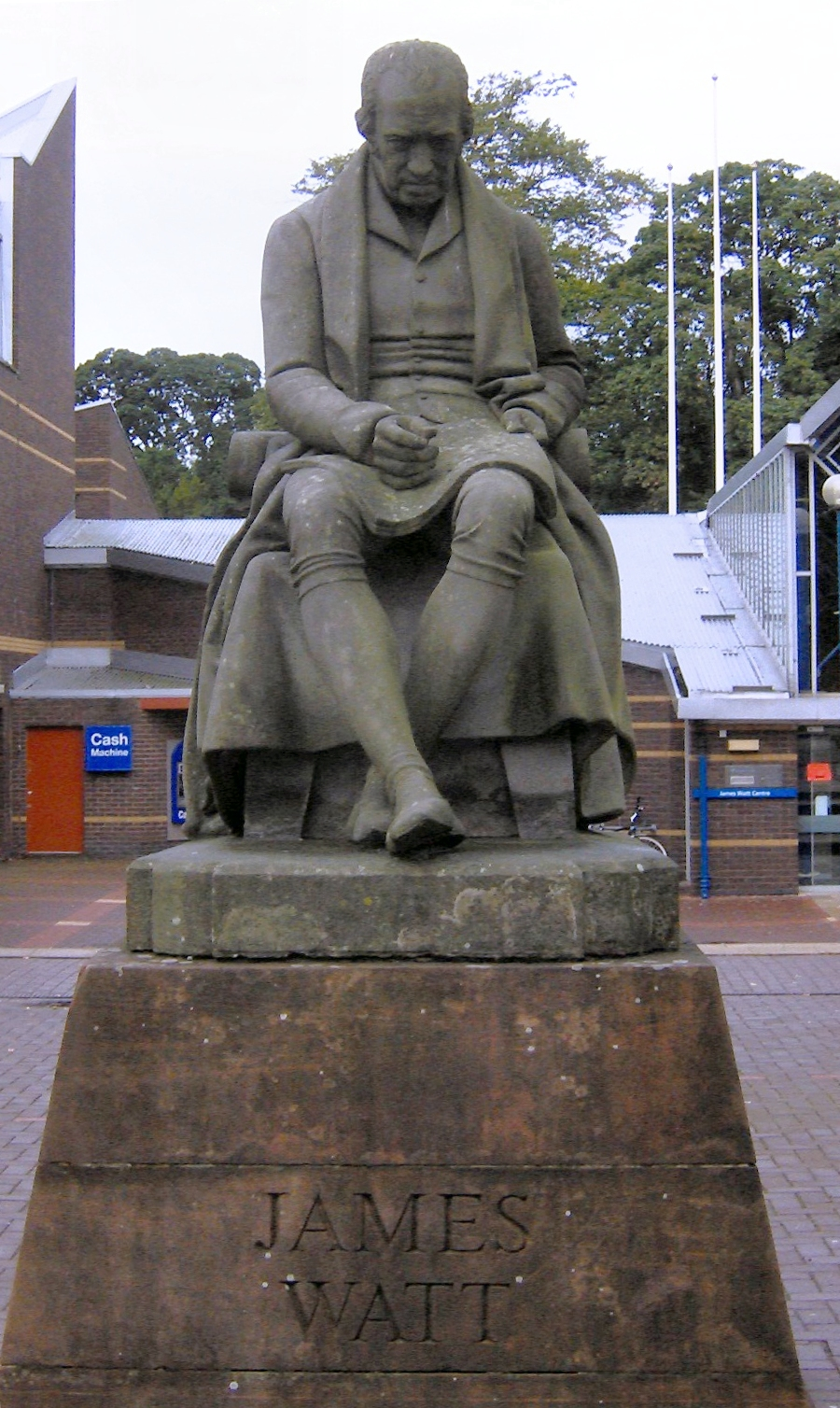
今日、芸術学校に委託されたこのジェームズワットの像は、ヘリオットワットのエジンバラキャンパスにあります。

### ヘリオットワット大学

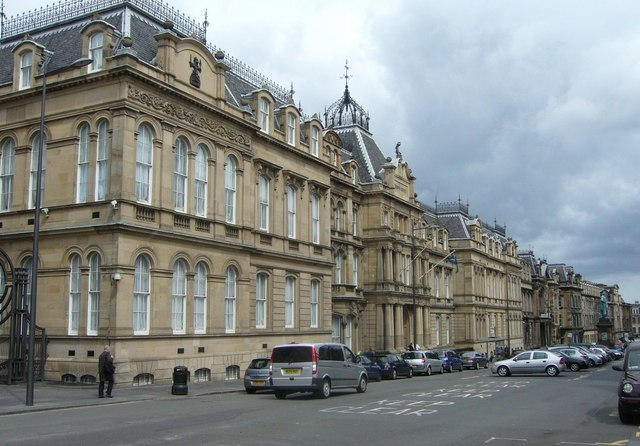
チェンバーズストリートにあるヘリオットワット大学のかつての場所で、現在はエジンバラの王冠事務所が占めています。

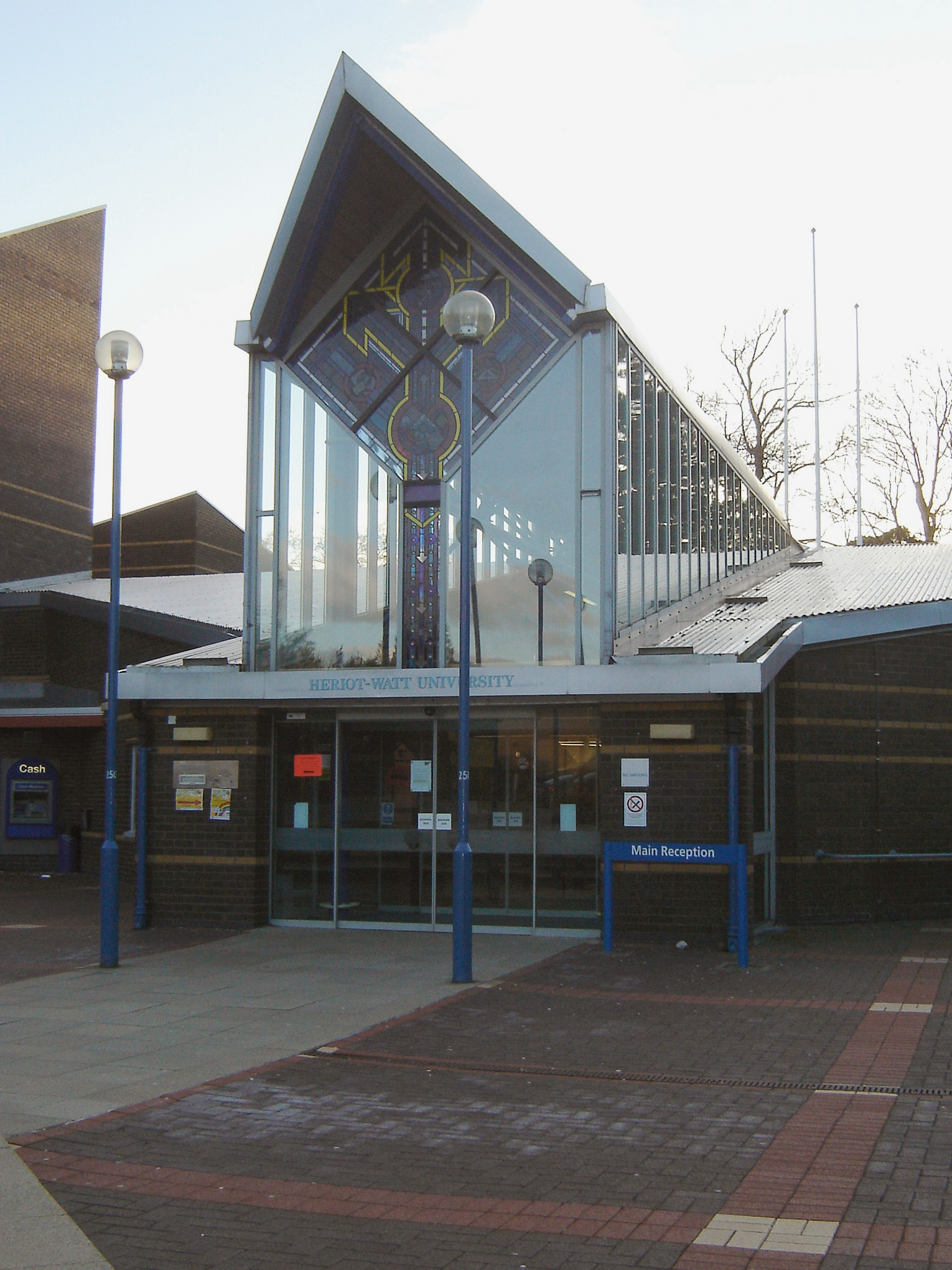

## キャンパス

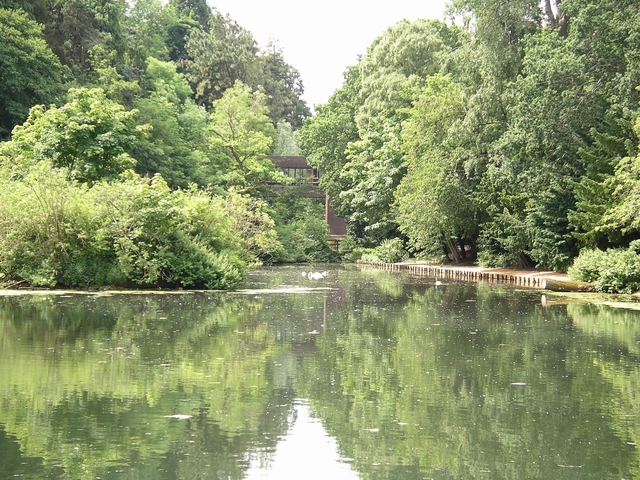
エジンバラキャンパスの湖の眺め。

### スコティッシュ・ボーダーズ

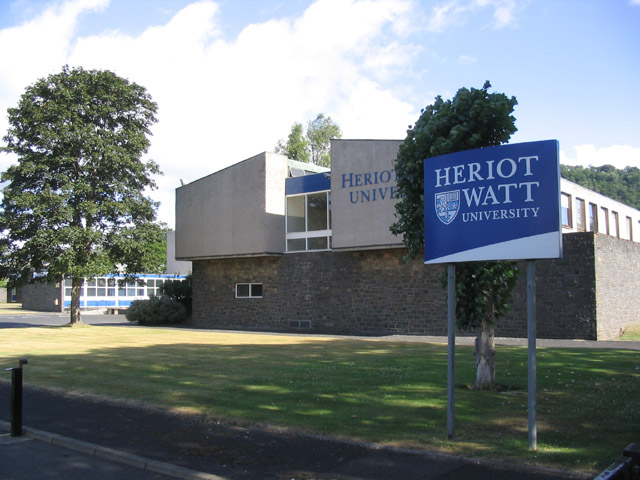
スコティッシュボーダーズキャンパス

### 芸術

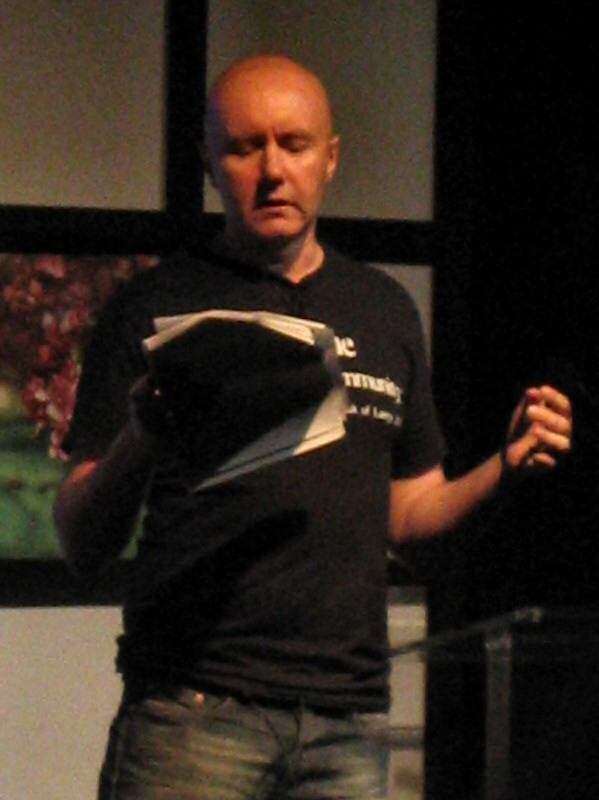
アーヴィンウェルシュ

### 学界と科学

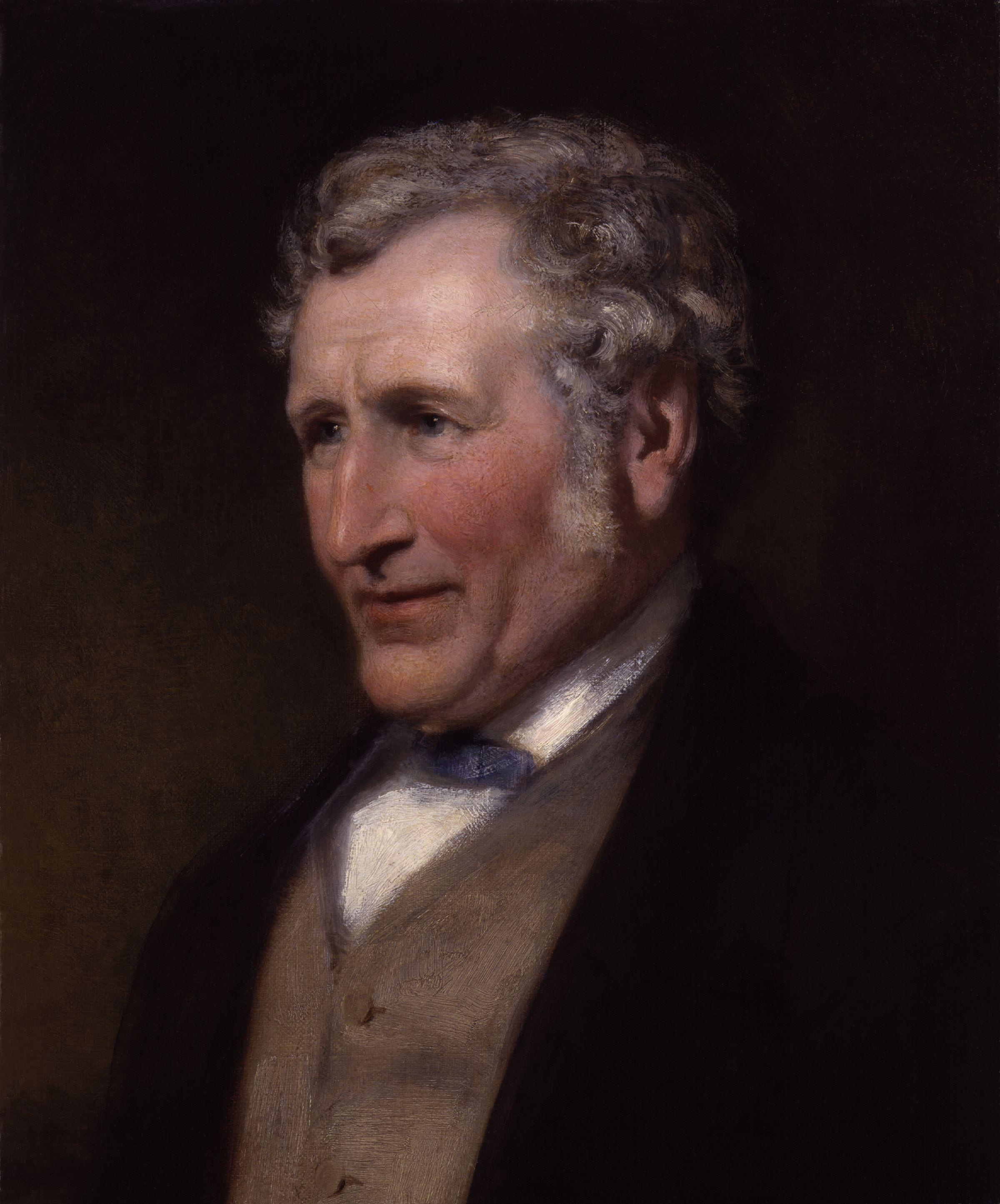
ジェームス・ナスミス

### ビジネス

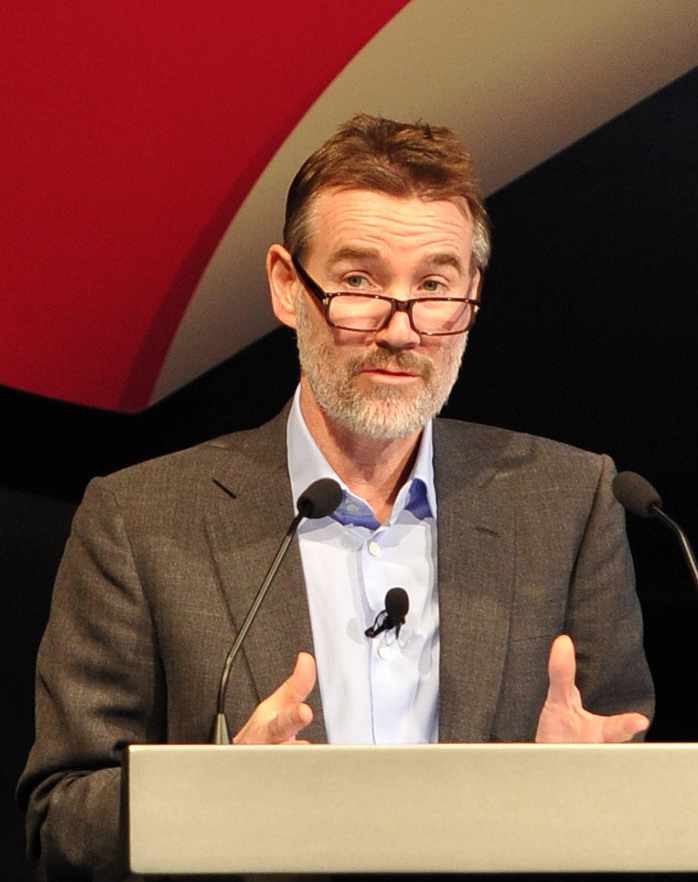
アダム・クロジエ

## アカデミックプロファイル

### 入試倍率
|                  | 2017年   | 2016年 | 2015年 | 2014年 | 2013   |
| ---------------- | -------- | ------ | ------ | ------ | ------ |
| アプリケーション | 11,450   | 12,735 | 13,865 | 13,320 | 13,340 |
| オファー率（％） | 90.6     | 89.2   | 81.9   | 79.6   | 82.7   |
| 入学             | 2,135    | 2,070  | 1,885  | 1,840  | 2,145  |
| 産出（％）       | 20.6     | 18.8   | 16.6   | 17.4   | 19.4   |
| 応募者/登録比率  | 5.36     | 6.15   | 7.36   | 7.24   | 6.20   |
| 平均参入税       | 該当なし | 163    | 407    | 406    | 411    |